# Ранко Булатовић
Ранко Булатовић (Горња Ровца, Колашин, 28. јун 1943 – 5. јул 2021) био је југословенски андрагог и редовни професор на Филозофском факултету у Београду.

## Биографија
Рођен је у Црној Гори, у селу Гроња Ровица, близу Колашина где је и завршио основну школу. Учитељску школу је завршио у Никшићу 1962. године, а студирао је педагошко-андрагошке науке на Филозофском факултету у Београду (1965-1969) и дипломирао са просечном оценом 9,33. У јануару 1970. године изабран је за асистента на Институту за педагошка истраживања - Београд, а 1971. и за асистента за андрагогију на Филозофском факултету у Београду.
Постдипломске магистарске студије из андрагогије на Филозофском факултету у Београду завршио је одбраном магистарске тезе “Енглеска универзитетска екстенза и њен утицај на сличне облике образовања одраслих код нас до другог светскок рата” 1978. године. Докторирао је одбраном дисертације “Карактеристике личности и став одраслих према образовању”  1979. године на Филозофском факултету у Београду. Године 1979. изабран је за доцента, а 1985. за професора Филозофског факултета у Београду.
Током своје каријере, професор Булатовић боравио је на различитим стручним и научним усавршавањима на више западноевропских, енглеских, америчких и канадских универзитета. Учествовао је на многим домаћим и међународним научним скуповима. Био је и уредник, члан уређивачких одбора и редакција андрагошких библиотека, часописа, зборника и других андрагошких публикација. Учествовао је и у раду низа комисија на Филозофском факултету и Универзитету а посебно је био ангажован у раду андрагошког друштва Србије и Југославије. Био је председник комисије за образовање одраслих Просветног савета Србије и члан или председник жирија за доделу разних републичких или градских награда из области образовања одраслих. Био је и управник Одељења за педагогију и андрагогију и шеф Катедре за андрагогију Филозофског факултета у Београду.

## Дела
- Перманентно образовање - начин да се буде у свету : осврт на схватања Пола Ланграна о перманентном образовању (1976)
- Коларчев народни универзитет као облик универзитетске екстензе : - замисао, постанак и рад до 1941. године (1979)
- Универзитет за све: о утицају енглеске универзитетске екстензе на сличне облике образовања одраслих код нас до другог светског рата (1980)
- Запослени у привреди о образовању (1982)
- (Не)прилике описмењавања и основног образовања одраслих (1983)
- Личност и став одраслих према образовању (1983)
- Основно образовање одраслих: истраживање особености наставе: зборник радова (1985)
- Настава за одрасле: нове наде и старе навике: врсте и ефикасност другог степена основног образовања одраслих (1986)
- Вредновање образовног понашања одраслих: један приступ и библиографија (2001)
- Додати живот годинама : геронтагогија уместо геронтологија (2001)
- Андрагошки записи (2002)
- Мали осврт на кратки васпитачев пут Љуба Маркова Рашовића (2009)
- О Ровцима и племену моме да је више приче (2013)
- Ровчанин ровачки: измучене приче једног од њих (2018)
- Ровачке слике и неприлике: понешто о понечему (2019)
- Све једно о чему (2020)
- Прибелешке без наслова (2020)
- Не дирајте дете (2021)
- Многорека казивања Ранка Н. Булатовића (2022)